# Shinobu Sekine
Shinobu Sekine (関根 忍?, Sekine Shinobu; Ōarai, 20 settembre 1943 – 18 dicembre 2018) è stato un judoka giapponese.

## Palmarès
Olimpiadi
- 1 medaglia:
  - 1 oro (80 kg a Monaco di Baviera 1972)

Mondiali
- 1 medaglia:
  - 1 bronzo (Open a Ludwigshafen 1971)

Campionati asiatici
- 2 medaglie:
  - 1 oro (80 kg a Manila 1966)
  - 1 bronzo (Open a Manila 1966)